# Montserrat García Riberaygua
Montserrat García Riberaygua (Andorra la Vieja, 26 de noviembre de 1989) es una eslalon kayacista (piragüista) andorrana. Representó Andorra en los Juegos Olímpicos de Pekín 2008 en piragüismo y fue la abanderada de Andorra.